# Fallout 76
Fallout 76 es un videojuego de rol de acción de mundo abierto desarrollado por Bethesda Game Studios y distribuido por Bethesda Softworks. Es una entrega de la serie Fallout y una precuela de las entradas anteriores. Ambientada en el año 2105, los jugadores controlan a un residente del Refugio 76 que debe aventurarse en el deteriorado mundo abierto conocido como "Apalachias" para volver a colonizar la región y descubrir una misteriosa plaga que ha matado a sus habitantes. Fallout 76 es el primer juego multijugador de Bethesda Game Studios; Bethesda desarrolló el juego utilizando una versión modificada de su Creation Engine, que permitió el alojamiento del juego multijugador y un mundo de juego más detallado que en juegos anteriores.
Fallout 76 fue lanzado con críticas generalmente mixtas, con críticas por los numerosos problemas técnicos del juego, el diseño general, la falta de propósito de juego y la ausencia inicial de personajes humanos no jugables. El juego fue objeto de varias controversias, principalmente con respecto a la calidad del contenido físico. Varias de las respuestas y los intentos de Bethesda de proporcionar apoyo continuo para "Fallout 76" en los meses posteriores a su lanzamiento fueron objeto de críticas. El juego vendió 1,4 millones de copias a finales de 2018. En octubre de 2019, se añadió al juego un servicio de suscripción premium llamado Fallout 1s. La primera actualización importante del juego, Wastelanders, que reintroduce personajes no jugables, se lanzó en abril de 2020.

## Argumento
El argumento del juego gira en torno al Refugio 76, que fue un refugio construido en West Virginia en el año 2076 en celebración por el 300° aniversario de Estados Unidos. El refugio estaba programado para abrir sus puertas cuando el peligro de la guerra y la radiación se disipara y los colonos pudieran establecerse de nuevo en West Virginia en un evento conocido como Día de Reclamación.
Una vez fuera del refugio te enfrentas a una nueva realidad posapocalíptica en la que tratas de sobrevivir, a la vez que el entorno es azotado por catástrofes y peligros. 

## Jugabilidad
Además de tener un mundo cuatro veces más grande que el de Fallout 4, el juego se basa puramente en el cooperativo en línea, con la posibilidad de formar equipos con otros jugadores con el fin de sobrevivir y destruir a los demás equipos. Aunque también puede jugarse en solitario, ya que Fallout 76, como todas las entregas de la saga, cuenta con una historia argumental para completar.
Los jugadores que formen equipo pueden construir sus edificaciones y refugios en cualquier lugar del mapa, pero deben estar atentos, pues los peligros del mundo e incluso otros jugadores pueden poner en riesgo sus refugios. Se pueden evitar los conflictos con otros jugadores mediante la opción de sigilo, con la cual el jugador puede agacharse y desaparecer completamente del mapa para no ser encontrado y asesinado.
Además los jugadores tienen la posibilidad de obtener códigos de lanzamiento nucleares para bombardear las bases de otros jugadores.

## Edición de coleccionista
La edición de coleccionista del juego, llamada Power Armor Edition, incluye el juego en caja steelbook, un mapa del mundo que además brilla en la oscuridad, 24 figuras coleccionables, un casco de servoarmadura T-51 funcional que se puede usar, incluye foco y modulador de voz, y por último una mochila de nailon que resultó ser de lona para llevarlo todo.

## Críticas
Fallout 76 en su día de lanzamiento recibió críticas generalmente negativas y  muchos fanes lo consideraron como el segundo peor juego de la franquicia Fallout (ya que el que se lleva peor es el Fallout: Brotherhood Of Steel) .
En Metacritic recibió críticas mixtas en parte del críticos en todas las plataforma debido a que se aleja demasiado de la franquicia aunque el mapa sea más grande que su antecesor se sentía vacío debido a la ausencia de los NPCs humanos igual por su manera de contarnos la historia por medio de cintas, notas y NPCs robóticos pero demasiados planos y sin personalidad, también por su mal optimización, bugs, una IA de enemigos y aliados bastante mala (aunque en todas las entregas incluido la serie de The Elder Scrolls ha tenido el mismo problema) y mala estabilidad de los servidores más bien debido al poco tiempo de desarrollo del juego y la incompatibilidad del motor gráfico Creation Engine en el modo multijugador.
En parte del público fueron críticas muy negativas por los mismos motivos de los críticos y además que la historia no era muy interesante y era muy simple, un PvP bastante desbalanceado, raro y muy obsoleto, una B.E.T.A bastante limitada y con duraciones muy absurdas que los jugadores lo considera como uno de los peores Early Access que hubo en la historia de los videojuegos, un sistema de progresión del personaje bastante incómodo y muy diferente a las otras entregas, un juego incompleto a su lanzamiento, que plagueo demasiados elementos de Fallout 4, los primeros DLC del juego no traían tanto contenido y con el tiempo se volvían obsoleto (Hasta que llegó Wastelanders), las ediciones especiales y coleccionistas de alto precio y no traía nada interesante (excepto el casco de la servoarmadura t-51b) con la polémica bolsa de nylon y para muchos el peor error del juego no traer o cumplir lo prometido como por ejemplo un multijugador más inmersivo y la mentira que los micropagos iban a ser cosméticos y al final colocaron kits de reparaciones, de desmantelamiento y una de las suscripciones más polémica de la historia Fallout 1st debido al exagerado precio que tenía tanto anualmente como mensualmente (Que es casi el mismo precio [si pagas al año] del Season Pass de Fallout 4), así como los mundos privados son parte de la suscripción (que supuestamente iban a ser gratis) y las pocas ventajas que tenía. En resumen, colocaron artículos Pay To Win.
Para la opinión de muchos jugadores, este juego debió de haber sido una mera expansión del Fallout 4 en lugar de un juego independiente de la franquicia.

## Contenido adicional
Después de fracaso del juego base Bethesda hicieron planes para 2019 (Contenido adicional gratuito) para mejorar el juego. 

### Wild Appalachia (13 de marzo de 2019-9 de junio del 2019)
El 13 de marzo de 2019 se lanzó el primer DLC del juego llamado Wild Appalachia que incluye pequeñas mejoras al juego como:
- Modo supervivencia: Es el modo aventura pero el PvP (Jugador vs Jugador) es libre o sin restricciones, más recompensas, sin viajes rápidos, etc (el 1 de octubre de 2019 el parche 14 Bethesda decidió desactivar el modo ya que la mayoría de los jugadores jugaban más el battle royale y el modo aventura del juego). 
- Vendedor Legendario: Ahora puedes comprar armas y armaduras legendarias (arma o armadura y la habilidad te saldrá aleatoriamente) y además una nueva moneda (Vales Legendarios) para comprar los objetos legendarios. 
-Nuevas misiones secundarias, Diarias y Evento: En Appalachia hay nuevas cosas que hacer como descubrir personajes, objetos enemigos y demás.

### Nuclear Winter (10 de junio del 2019-22 de octubre del 2019)
El 10 de junio del 2019 se lanzó el segundo DLC del juego llamado Nuclear Winter que incluye medias mejoras al juego como:
￼- Modo Battle Royale: Es un modo Battle Royale Que 52 miembros (Jugadores) del Refugio 51 Tienen que luchar a muerte y el último que sobreviva puede acceder como supervisor del refugio.(El día 8 de septiembre de 2021 se eliminó este modo para ser remplazado por Fallout Worlds. Al menos dejaron el Refugio 51 explorable en el modo aventura y los premios de este modo ahora se puede comprar en los comerciantes del juego.) 
￼- El Refugio 94: Ya está abierto el Refugio 94 en Appalachia para que tu solo o tu equipo puedan descubrir sus secretos y tener recompensas nuevas (El día 14 de abril de 2020 el parche 18 Bethesda decidió cerrar las puertas del refugio en un tiempo indefinido ya que quería quitar algo de contenido no usado de los jugadores pero las recompensas ahora pueden ser compradas por comerciantes del juego) (El 15 de septiembre de 2020 el parche 22 volvió a abrir el refugio y ahora explorable y con nuevas misiones [la vault raid no está disponible]) .

### Pre-Wastelanders (23 de octubre del 2019-13 de abril del 2020)
El 23 de octubre de 2019 Bethesda hizo una sorpresa para los jugadores de Fallout 76 (dando consecuencias que el último plan del 2019 se retrasará al 2020) Una suscripción llamado Fallout 1st que en vez dio una mejora alta las bajo a medias debido su precio muy alto de un mes o 1 año más alto que otras suscripciones que hay hasta ahora. Esta suscripción incluye:
- Mundos Privados: Que el jugador pueda tener su propio mundo o puede invitar a sus amigos (Máximo 7 jugadores) y cuando no haya ningún miembro con la suscripción los jugadores restantes tiene 20 minutos para disfrutar el mundo (Los jugadores de versiones de PC en los mundos privados pueden descargar Mods y usar el código de comandos del juego) 
- Almacenamiento de recursos ilimitado: Ahora puedes colocar todos los recursos que encuentres sin problemas. 
- Átomos Gratis 1 mes: Cada mes te dan de regalo 1650 Átomos para la Tienda Atómica. 
- Traje de armadura del ranger: Para celebrar el 9th aniversario de Fallout: New Vegas Te dan el mítico traje del ranger de la RNC. 
- Artículos cosméticos y emotes: Puedes disfrutar aún más con tus amigos con nuevos emotes y demás. 

### Wastelanders (14 de abril del 2020-30 de junio del 2020)
El 14 de noviembre de 2019 se iba lanzar el último DLC del 2019 (pero debido a la suscripción de Fallout 1st) Bethesda decidió retrasar hasta el 7 de abril de 2020 (Pero debido a la Pandemia del COVID-19) Bethesda trabaja ahora separados y retrasaron 1 semana después el 14 de abril de 2020 se lanzó el último DLC del juego del 2019 llamado Wastelanders que es la actualización más grande y la más importante del juego (En palabras de Bethesda) Que causó el mayor impacto en todo el juego (Hasta el momento) el DLC incluye. 
-Una Nueva Historia Principal: Un año después (2103) que los moradores del Refugio 76 hayan derrotado la plaga los humanos del exterior viene a Appalachia a reconstruir el yermo pero las 2 facciones que se conocen como Los colonos de Fundación y Los saqueadores de Cráter oyen de un tesoro escondido y los moradores tendrán que decidir a quién apoyar. 
-NPC Humanos Y Sistema De Diálogos: Ahora Appalachia vuelve a la vida con humanos repoblando y además puedes tener conversaciones con la gente, 
-Sistema de Reputación: Ahora todas tus decisiones tendrá consecuencias y afectara al tu alrededor. 
-Nuevo equipo: Ahora tendrás nuevas armas, armaduras y objetos en todo el yermo. 
-Nuevos enemigos: Como Appalachia se está poblando igual trajo nuevas amenazas (Enemigos Humanos, Flotadores [Que aparecieron en Fallout 1 y Fallout 2] Y los wendigos colosos [es un jefe que solamente aparecerá en zona de una explosión de bombas nucleares) 
-Nuevas Ubicaciones: Encontraras nuevas ubicaciones en Appalachia por la población de los humanos. 
-Lanzamiento para Steam y Microsoft Windows: Ahora podrás jugar en pc en las tiendas de Steam que salió el 14 de abril del 2020 y en Microsoft Windows (Microsoft Store) El 10 de julio del 2020. Además se puedes cambiar tus datos guardados de Bethesda.Net hasta cualquiera de las 2 plataformas (Puedes perder los átomos).
-Correcciones técnicas: Se resolvieron los problemas técnicos del juego que lo hacía injugable como (1000 errores corregidos, mejoras en la interfaz, mejoras de la estabilidad de los servidores, mejoras de la experiencia de Nuclear Winter, mejoras de los gráficos y la iluminacion del Creation Engine).
Con esta actualización igual los jugadores vieron que no resolvió los errores del juego como el requerimiento para jugar la expansión, una historia algo corta y agregar más bugs en el juego Bethesda nos reveló que habrá planes para el 2020 y habrá 3 DLC en el juego

### The Legendary Run (30 de junio del 2020-15 de septiembre del 2020)
El 30 de junio del 2020 se lanzó el primer DLC del 2020 llamado The Legendary Run que incluye:
- Nuevo camino/pase de temporada: Los jugadores pueden tener los artículos cosméticos y nuevos con este pase de temporada completando Misiones, consiguiendo XP, etc.(Todas las temporadas será gratis para todos los jugadores). 
- Equipos Públicos : Los jugadores podrán buscar equipos más fácil o el jugador puede iniciar un equipo 
- Un problema colosal: Es un evento que agrega un nuevo jefe al juego que es un wendigo colosal especial atrapado en una mina (Fue agregado en el día 4 de agosto de 2020 el parche 21 debido a problemas técnicos del juego) 
- Fortificación de Atlas: Es un evento temporal que tienes que recolectar materiales por un tiempo limitado (Ya no está disponible)

### Armor Ace (15 de septiembre del 2020 - 24 de noviembre del 2020)
El 15 de septiembre de 2020 se lanzó el segundo DLC del juego llamado Armor Ace que incluye:
Operaciones diarias: un evento relacionado con la nueva Hermandad del Acero que tienes que despejar cada ubicaciones disponible cada día. 
Un Yermo Para Todos: El nuevo sistema de equilibrio de niveles para los jugadores nuevos y avanzados. 
Perks Legendarias: Nuevas habilidades superiores para los jugadores más avanzados (Realmente se iba a agregar en el DLC The Legendary Run pero debido a las quejas de los jugadores y problemas técnicos al final se agregó en este DLC).

### Amanecer de Acero (24 de noviembre del 2020 - 27 de abril del 2021)
Este DLC supuestamente iba a salir el 1 de diciembre del 2020 pero debido a que la mayoría de los jugadores de Xbox One o Series X/S por error se subió un parche que traía este DLC a final Bethesda decidió lanzar en todas las plataforma la expansión el día 24 de noviembre del 2020. Este DLC incluye 
- Historia Principal de la Hermandad: La Hermandad de acero llega a Appalachia a poseer la tecnología de Appalachia y Concluir un capítulo más.
- Nuevos NPCs: Llega los Paladines, Caballeros y Soldados De la Hermandad de Acero Y una nueva reputación. 
- Refugio en tu C.A.M.P: Ahora puedes tener un refugio subterráneo en tu hogar.
- Equilibrio del Hambre/Sed: Ahora equilibraron este sistema ahora eliminaron los elementos negativos del sistema ahora te da beneficios adicionales al comer y beber.
Bethesda no tiene claro si va a hacer contenido en el 2021 depende de las experiencias que tengan los jugadores en el 2020.